# Agrochola garibaldina
Agrochola garibaldina är en fjärilsart som beskrevs av Turati. Agrochola garibaldina ingår i släktet Agrochola och familjen nattflyn. Inga underarter finns listade i Catalogue of Life.